# Johan Hällman
Erik Johan Hällman, född 6 februari 1963 i Karlskoga, död 12 augusti 2015 i Stora Tuna, var en svensk fotbollsspelare och tränare.
Hällman var verksam i fotbollslaget IK Brage. Som spelare representerade Hällman klubben på allsvensk nivå och gjorde bland annat ett nickmål i en UEFA-cupmatch mot FC Internazionale 1988, då Inter slog Brage med 2–1 på Domnarvsvallen.
Den 25 augusti 2008 tillträdde Hällman som huvudtränare för IK Brage efter att ha varit individuell tränare för spelarna i laget. Som huvudtränare efterträdde han Anders Sjöö. Han avled i augusti 2015 efter en tids sjukdom.